# Île de Mer
Pour les articles homonymes, voir Mer (homonymie).
L'île de Mer (Mer Island, également Murray Island) est une petite île de la mer de Corail, au nord de l'Australie. Elle fait partie des îles du détroit de Torrès, dans le Queensland. C'est la plus orientale de l'archipel, dont les îles se répartissent entre l'Australie et la Papouasie-Nouvelle-Guinée. Sa superficie est de 4,1 km2.

## Population
Lors du recensement de 2016, la population de l'île était de 453 habitants, essentiellement rassemblés dans le principal village de l'île, Murray Island (en).

## Personnalités liées à l'île
- Eddie Mabo, un aborigène connu pour son combat en faveur des droits indigènes, y est né en 1936.